# Lucas Severino
Lucas Severino (n. Ribeirão Preto, Brasil; 3 de enero de 1979) es un exfutbolista brasileño que se desempeñaba como delantero en el F. C. Tokyo de la J. League Division 1.

## Trayectoria
Comenzó su carrera profesional en el Botafogo (SP) en 1996 hasta 1997, luego de ser transferido a Atlético Paranaense donde permanecería durante 3 años. En el 2000 el Stade Rennais lo contrataría por 21 millones de euros. En el Stade Rennais jugaría 72 partidos marcando 6 goles.
A principios de 2004 llegaría al F. C. Tokyo luego de quedar libre. En F.C. Tokyo jugaría 3 años, siendo campeón de Copa J. League de 2004 luego de ganarle la final al Urawa Red Diamonds por penales 4-2 después de finalizar el partido sin goles.
En 2008 llegó al Gamba Osaka donde jugaría 2 años donde marcó 21 goles en 80 partidos. Luego de un breve paso por el Atlético Paranaense volvería al F. C. Tokyo.

## Selección nacional
Ha disputado 14 partidos con 3 goles para la Selección de fútbol sub-23 de Brasil, disputando los Juegos Olímpicos de Sídney 2000.

## Clubes
| Club                | País    | Año       |
| ------------------- | ------- | --------- |
| Botafogo (SP)       | Brasil  | 1996-1997 |
| Atlético Paranaense | Brasil  | 1998-2000 |
| Stade Rennais       | Francia | 2000-2002 |
| Cruzeiro            | Brasil  | 2002      |
| Corinthians         | Brasil  | 2003      |
| F. C. Tokyo         | Japón   | 2004-2007 |
| Gamba Osaka         | Japón   | 2008-2010 |
| Atlético Paranaense | Brasil  | 2011      |
| F. C. Tokyo         | Japón   | 2011-2014 |

## Palmarés

### Campeonatos nacionales
| Título             | Club        | País  | Año  |
| ------------------ | ----------- | ----- | ---- |
| Copa J. League     | F. C. Tokyo | Japón | 2004 |
| Copa del Emperador | Gamba Osaka | Japón | 2008 |
| Copa del Emperador | Gamba Osaka | Japón | 2009 |
| Copa del Emperador | Gamba Osaka | Japón | 2011 |

### Campeonatos internacionales
| Título               | Club        | País  | Año  |
| -------------------- | ----------- | ----- | ---- |
| AFC Champions League | Gamba Osaka | Japón | 2008 |
| Copa Pan-Pacífico    | Gamba Osaka | Japón | 2008 |